# Кожушко Григорій Мефодійович
Григо́рій Мефо́дійович Кожу́шко (29 грудня 1946) — професор кафедри товарознавства непродовольчих товарів, завідувач науково-технічного центру Вищого навчального закладу Укоопспілки «Полтавський університет економіки і торгівлі», доктор технічних наук, голова технічного комітету зі стандартизації Держспоживстандарту України ТК 137 «Лампи та відповідне освітлення», директор ТОВ «Український НДІ джерел світла», віце-президент Національного комітету освітлення України, академік Академії наук вищої освіти України, член редакційної ради журналів «Світлолюкс», «Світлотехніка та електроенергетика», Наукового віснику ПУЕТ (технічні науки).

## Життєпис
Народився 29 грудня 1946 року. Протягом 1969—1979 рр. працював у Спеціалізованому конструкторсько-технологічному бюро джерел світла (СКТБ ДС) на посадах інженера, старшого інженера, провідного конструктора та завідувача відділу розрядних ламп високого тиску. З 1979 по 1985 рік працював заступником головного інженера та головним технологом Полтавського заводу газорозрядних ламп. У цей період він закінчив аспірантуру при Всесоюзному науково-дослідному інституті імені С. І. Вавілова (м. Москва, 1978—1981 рр.). Кандидатську дисертацію зі спеціальності «Світлотехніка та джерела світла» захистив у 1983 році.
З 1985 по 1991 рр. Г. М. Кожушко працював головним інженером СКТБ ДС, а з 1992 по 1998 рр. — директором Українського науково-дослідного інституту джерел світла (УкрНДІ ДС), який був створений за його ініціативою на базі СКТБ ДС. У цей час він багато уваги приділяє науково-дослідній та громадській роботі. Він стає одним із співзасновників і активним учасником Всесоюзної асоціації «Союзсвітло» та співорганізатором Українського Комітету Освітлення.
З 1988 року розпочалась педагогічна діяльність Г. М. Кожушка у вищих навчальних закладах. За сумісництвом він працював доцентом кафедри «Світлотехніка та джерела світла» Харківської національної академії міського господарства, а в 1991 р. отримав вчене звання доцента кафедри.
У період 1998—2006 рр. Г. М. Кожушко продовжив працювати на Полтавському заводі газорозрядних ламп технічним директором, а з 2001 року — генеральним директором. За цей час завод значно розширив свої міжнародні зв'язки та рівень наукоємності продукції.
За результатами своїх досліджень Г. М. Кожушко в 2004 році у спеціалізованій ученій раді Харківської національної академії міського господарства захистив докторську дисертацію за спеціальністю «Світлотехніка та джерела світла» на тему «Енергоекономічні джерела світла: шляхи підвищення світлової ефективності та екологічності».
У 2006 році Г. М. Кожушко перейшов на постійну роботу у Полтавський університет споживчої кооперації України (нині — вищий навчальний заклад Укоопспілки «Полтавський університет економіки і торгівлі»), залишаючись директором ТОВ «Український науково-дослідний інститут джерел світла» (за сумісництвом).
За його безпосередній участі створений Науково-технічний центр Полтавського університету економіки і торгівлі (НТЦ ПУЕТ)
У 2008 році Г. М. Кожушко отримав вчене звання професора кафедри товарознавства та експертизи непродовольчих товарів [Архівовано 18 Лютого 2020 у Wayback Machine.] Полтавського університету економіки і торгівлі.
Сьогодні Г. М. Кожушко — відомий учений у галузі світлотехніки. Він є автором більше 200 наукових праць, у тому числі 38 винаходів.
Багатогранною є науково-організаційна діяльність Г. М. Кожушка. Основні напрямки наукової діяльності — розробка нових технологій з використання оптичного випромінювання, дослідження та розробки розрядних ламп, стандартизація в галузі світлотехніки.
Активний учасник численних міжнародних та вітчизняних наукових конференцій.
Член двох спеціалізованих учених рад із захисту докторських та кандидатських дисертацій зі спеціальності «Світлотехніка та джерела світла».
Указом Президента України № 336/2016 від 19 серпня 2016 року нагороджений ювілейною медаллю «25 років незалежності України».

## Автор праць
Автор книг, монографій, підручників, навчально-методичних посібників, численних статей.
- Кожушко Г. М., Согоконь О. О. Екологічні проблемі утилізації та використання відходів розрядних ламп // Світлолюкс. — 2007. — № 6. С. 13-16
- Кожушко Г. М., Шпак С. В. Стан і завдання стандартизації світлотехнічної продукції // Стандартизація, сертифікація, якість. — 2010. — № 4. — С. 3-13
- Кожушко Г. М., Ткаченко В. І., Шпак С. В. Стандартизація СВД: Стан справ і проблеми // Світло LUX. — 2011. — № 1. — С. 24-27
- Кожушко Г. М., Ткаченко В. І., Шпак С. В. Стандартизація світлотехнічної продукції в Україні
- Історія української світлотехніки / За ред.акад. П. П. Говорова — Тернопіль: Джура, 2013. — 180 с. — ISBN 978-966-185-089-6
- (рос.)http://dspace.uccu.org.ua/handle/123456789/1652 [Архівовано 5 Жовтня 2016 у Wayback Machine.]
- Кожушко Г. М. Вплив газового наповнення зовнішніх колб мгл на тепловий режим їх пальників. — УДК 621.327 [Архівовано 4 Березня 2016 у Wayback Machine.]